# Ducatul de Opole
Ducatul de Opole (germană Herzogtum Oppeln; cehă Opolské knížectví) a fost unul dintre ducatele Sileziei, conduse de dinastia Piaștilor. Capitala sa era Opole (Oppeln, Opolí), în Silezia Superioară.

## Dinastia Piaștilor

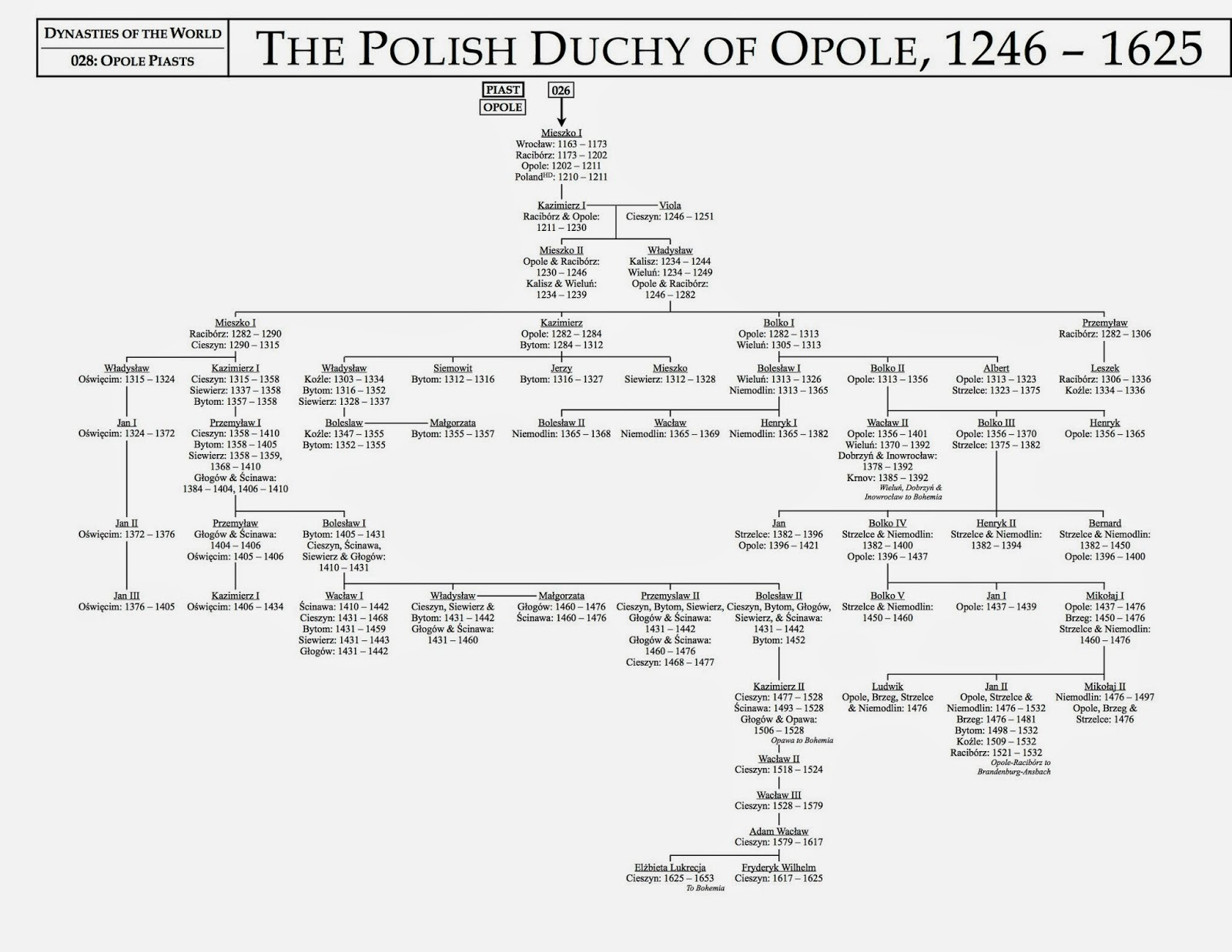

- 1163-1173 Bolesław I cel Înalt (Bolesław Wysoki), Duce de Silezia la Wrocław
  - 1173-1201 Jarosław Opolski, fiul său, primul Duce de Opole
- 1201 Bolesław I cel Înalt, din nou
- 1201-1202 Henryk I Bărbosul (Henryk I Brodaty), fiul lui Bolesław, a cedat Opole unchiului său
- 1202-1211 Mieszko I Plątonogi , Duce de Racibórz
- 1211-1230 Cazimir I de Opole (Kazimierz I), fiul său
- 1230-1246 Mieszko II cel Gras (Mieszko II Otyły), fiul, urmat de fratele său
  - 1246-1281 Władysław Opolski
- 1281-1313 Bolko I de Opole, fiul lui Władysław
- 1313-1356 Bolko II de Opole, fiul său, împreună cu fratele lui
  - 1313-1323 Albert de Strzelce
- 1356-1401 Władysław Opolczyk, fiul lui Bolko II, împreună cu frații săi
  - 1356-1370 Bolko III de Strzelce și
  - 1356-1365 Henryk de Opole
- 1396-1437 Bolko IV de Opole, fiul lui Bolko III, împreună cu fratele său
  - 1396-1400 Bernard de Niemodlin
- 1437-1476 Mikołaj I de Opole , fiul lui Bolko IV, împreună cu fratele său
  - 1437-1439 Jan I de Opole
- 1476-1532 Jan II cel bun (Jan II Dobry), fiul lui Mikołaj I, împreună cu frații săi
  - 1476 Louis de Opole și
  - 1476 Mikołaj II de Niemodlin

## Diverse dinastii
- 1532-1543 posesiune a Casei de Brandenburg
- 1543-1549 Georg Frederick de Hohenzollern (Jerzy Fryderyk Brandenburski)
- 1549-1551 Ferdinand al Austriei (Ferdynand Austriacki)
- 1551-1556 Izabela Zapolya și Sigismund Zapolya (Izabela și Zygmunt Zapolya)
- 1556-1558 Georg Frederick de Hohenzollern (Jerzy Fryderyk Brandenburski)
- din 1558 posesiune a Habsburgilor, în calitate de regi ai Boemiei, ocazional guvernare a unor duci din alte dinastii

## PrincipiiTransilvaniei
- 1597-1598 Sigismund Bathory (Zygmunt Batory), nepot al regelui Poloniei Ștefan Bathory
- 1622-1625 Gabriel Bethlen

## Casa de Vasa
- 1645-1648 Vladislav al IV-lea Vasa - rege al Poloniei
- 1648-1655 Carol Ferdinand Vasa
- 1655-1666 Ioan Cazimir al II-lea Vasa - rege al Poloniei

## Casa de Habsburg
- 1666-1742 posesiune a Habsburgilor, în calitate de regi ai Boemiei